# Opečna koprenka
Opečna koprenka (znanstveno ime Cortinarius bolaris) je gliva iz rodu koprenk (Cortinarius).

## Značilnosti
Klobuk je širok od 3 do 8 cm. Najprej je polkroglast, nato odprt in predvsem v sredini pokrit z drobrnimi rdečimi do bakreno rjavimi luskami. Razvite gobe so izrazito rdeče ali bakreno rdeče barve. V starosti razpoka.
Bet je visok od 2,5 do 8 cm in debel od 1 do 1,2 cm. Je valjast in enakomerno debel; praviloma je nekoliko svetlejši od klobuka, rumenkast ali rahlo bakreno-rdečkasto vlaknat, nad kopreno belkast.
Lističi so srednje debeli, pritrjene ali rahlo spuščene po betu, ostrinka je pogosto nazobčana; praviloma so oker, svetlo rjave ali rjave barve, kasneje postanejo rdečkasto rjavi do rjasto rjavi.

## Razširjenost in življenjski prostor
Opečna koprenka je mikorizna z listavci, najraje z bukvami. Raste posamično ali v manjših skupinah od poznega poletja do jeseni.

## Mikroskopske značilnosti
Trosni prah je rjasto rjav. Trosi so ovalni z dlačicami na povšini in merijo 6–7 × 5–6 µm.

## Podobne vrste
- pasasta koprenka (Cortinarius armillatus)
- rdečkasta trhlenka (Tricholomopsis rutilans)

## Uporabnost
Velja za strupeno, tako kot mnoge koprenke, čeprav v njej niso našli sledov smrtno nevarnega orelanina, kot na primer v poljski koprenki (Cortinarius orellanus).

## Galerija slik
- Ilustracija
- Klobuk
- Bet
- Lističi